# Urban Groove
Urban Groove este un film românesc din 2011 regizat de Ruxandra Ghițescu. Rolurile principale au fost interpretate de actorii Andrei Mateiu, Lari Georgescu.

## Distribuție
Distribuția filmului este alcătuită din:
- Alexandru Mihăescu — tracestit 3
- Ciprian Alexandrescu — travestit 1
- Andrei Mateiu — Alex
- Paul Negoescu — travestit 2
- Lari Giorgescu — Bogdan